# バーバラ・エリザベート・ファン・ハウテン
バーバラ・エリザベート・ファン・ハウテン（Barbara Elisabeth van Houten、1862年4月8日 - 1950年5月27日）は、オランダの画家、版画家である。静物画や人物画を描いた。

## 略歴
フローニンゲンで生まれた。父親のサミュエル・ファン・ハウテン（Samuel van Houten: 1837–1930）は長く議員を務め、内務大臣も務めた人物である。叔母のシーナ・メスダフ（1834-1909）は画家で、「ハーグ派」の有力な画家、ヘンドリック・ウィレム・メスダフの配偶者であった。
パリのルーブル美術館付属の美術学校や、デン・ハーグの王立芸術アカデミーで学び、アムステルダム王立美術アカデミーでアウグスト・アレベ(August Allebé: 1838–1927)らに学んだ。ヘンドリック・ウィレム・メスダフ夫妻からも指導を受け、メスダフ夫妻のスタジオを描いた室内画も残した。
主に静物画を描いたが、肖像画も描き、油彩画や水彩画のほかにエッチング版画でも知られていた。1885年から10年ほど存在したネーデルランド版画クラブ（Nederlandsche Etsclub）の会員だった。各国の多くの女性画家が参加した、1893年のシカゴ万国博覧会の女性館の展覧会にも参加した。ファン・ハウテンの作品「Girl in a Chair」は、1905年にイギリスで出版されたウォルター・ショー・スパローの著書「Women Painters of the World」に収録された。
1950年にデン・ハーグで亡くなった。弟子にアディヤ・ファン・レース（Adya van Rees: 1876-1959）がいる。

## 作品

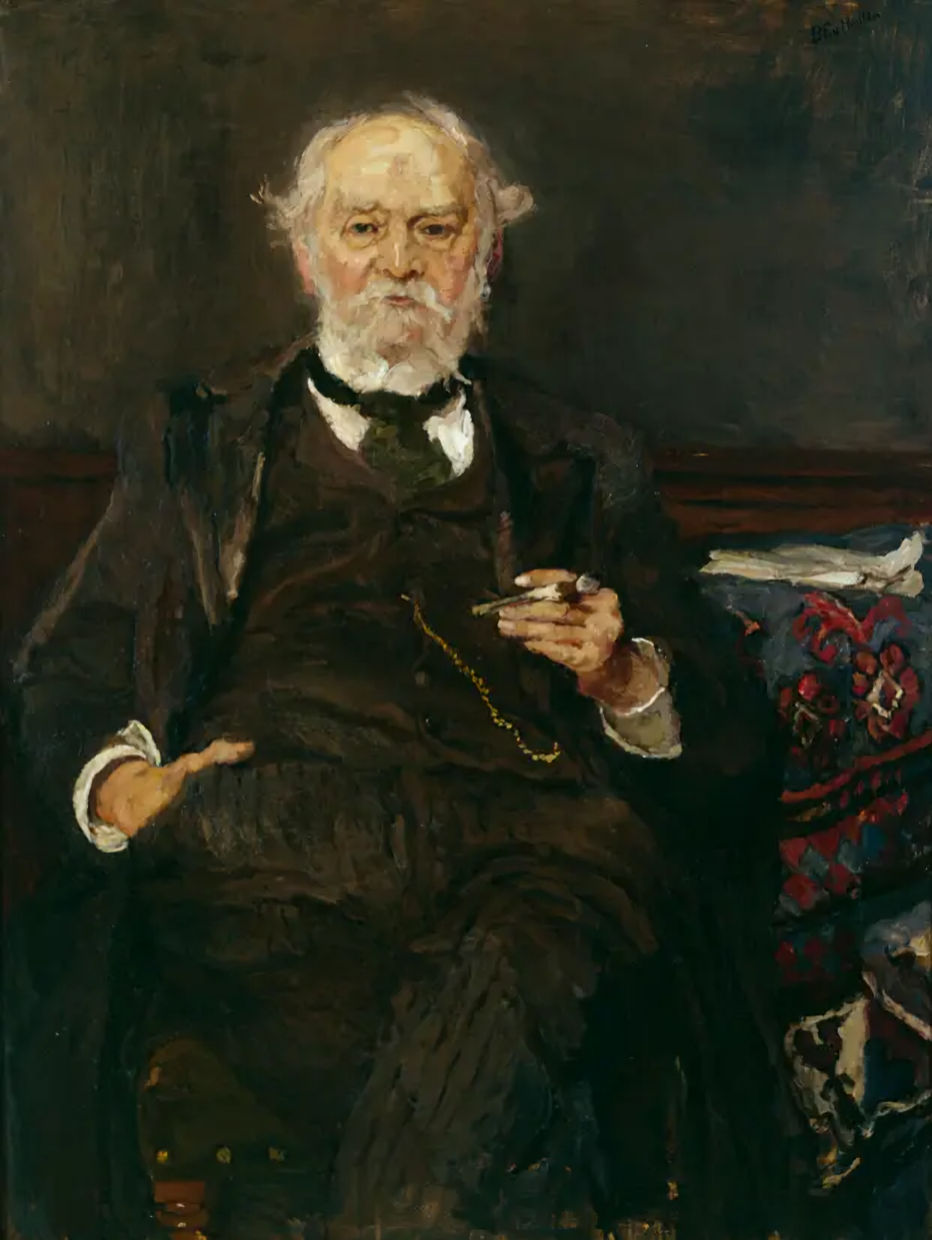
父親の肖像画(1920/1925)
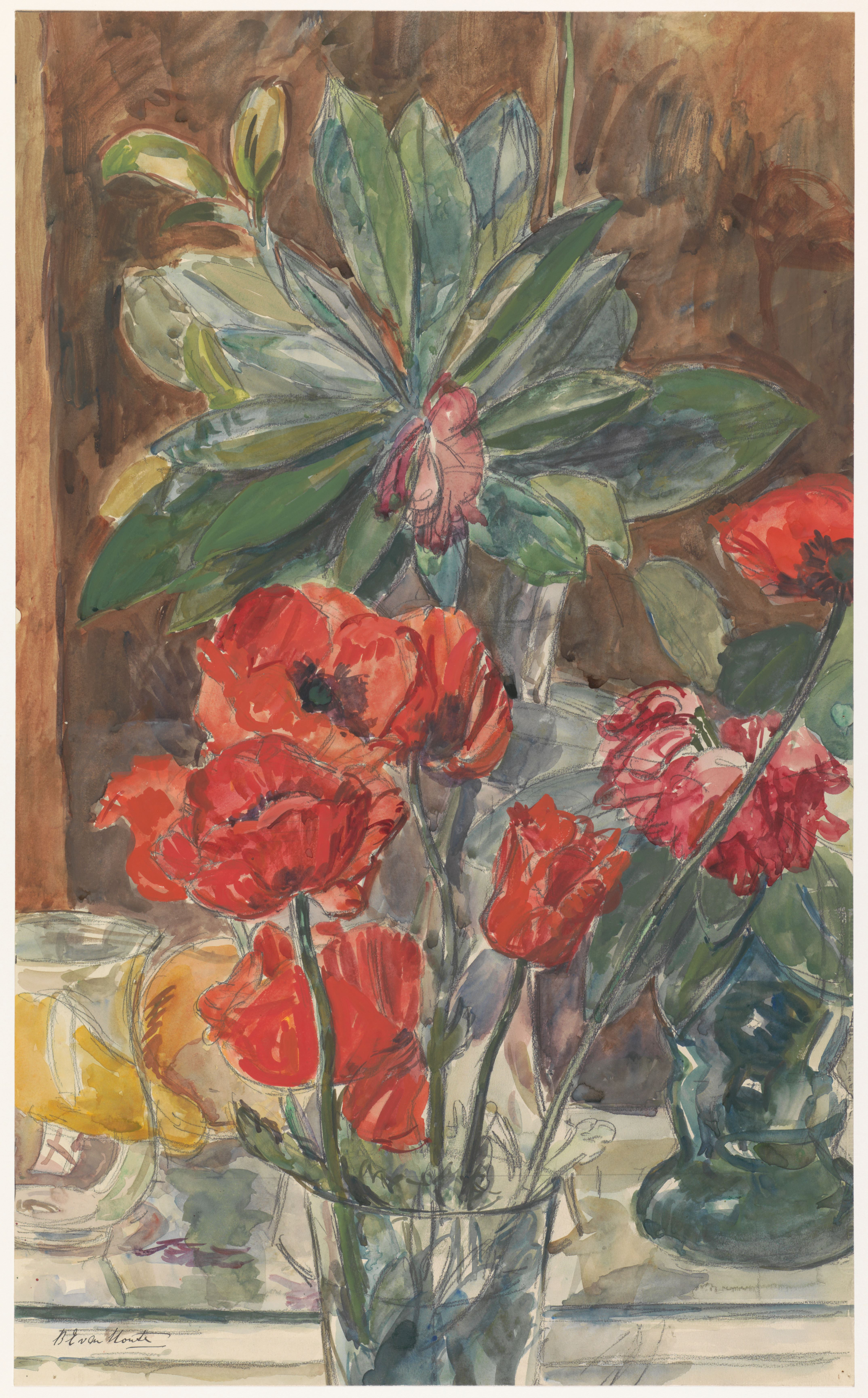
静物画（習作、水彩画）
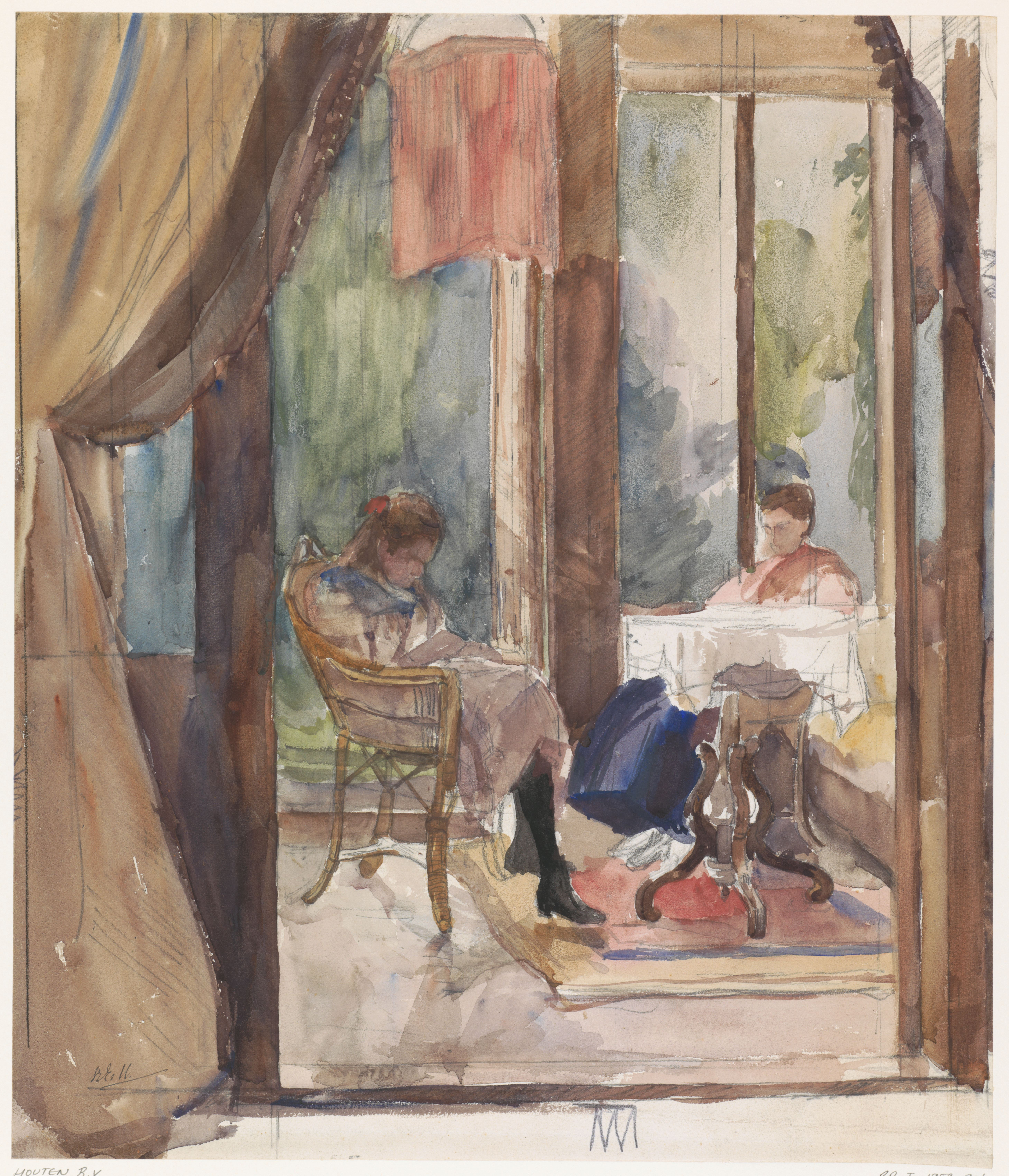
温室で読書する女性たち
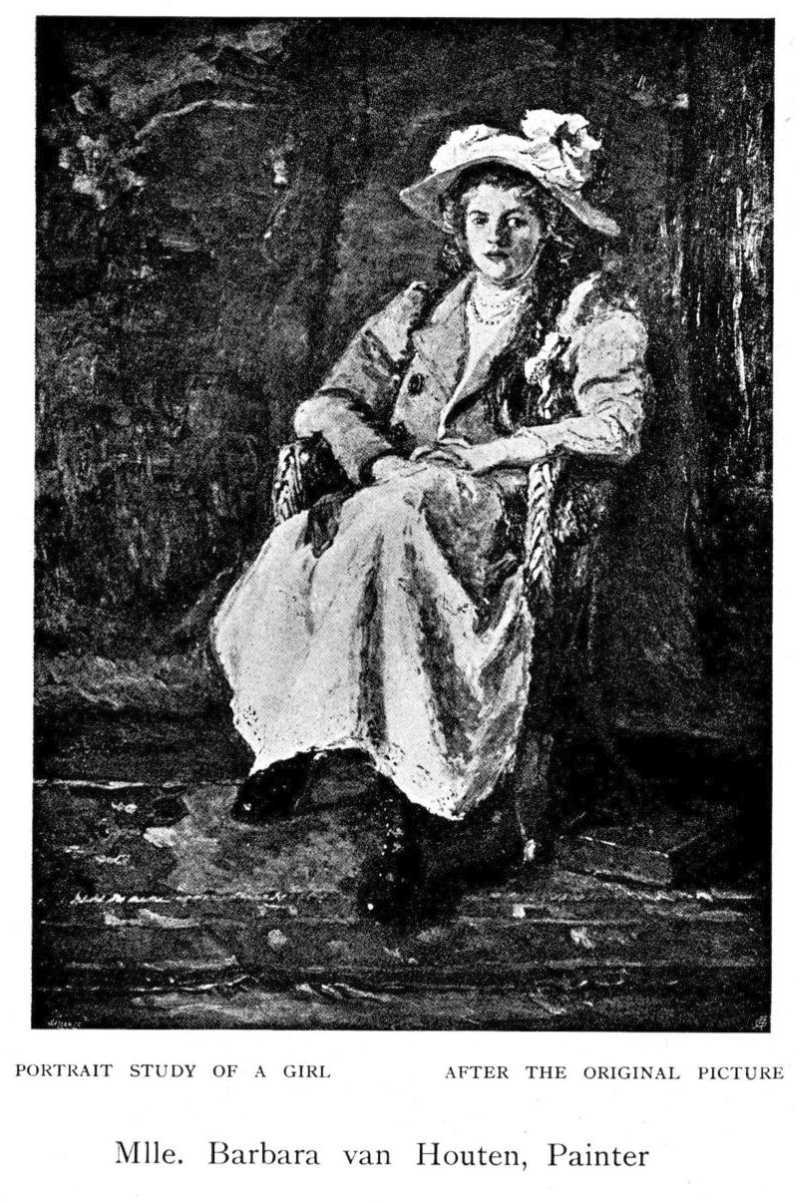
「Girl in a Chair」

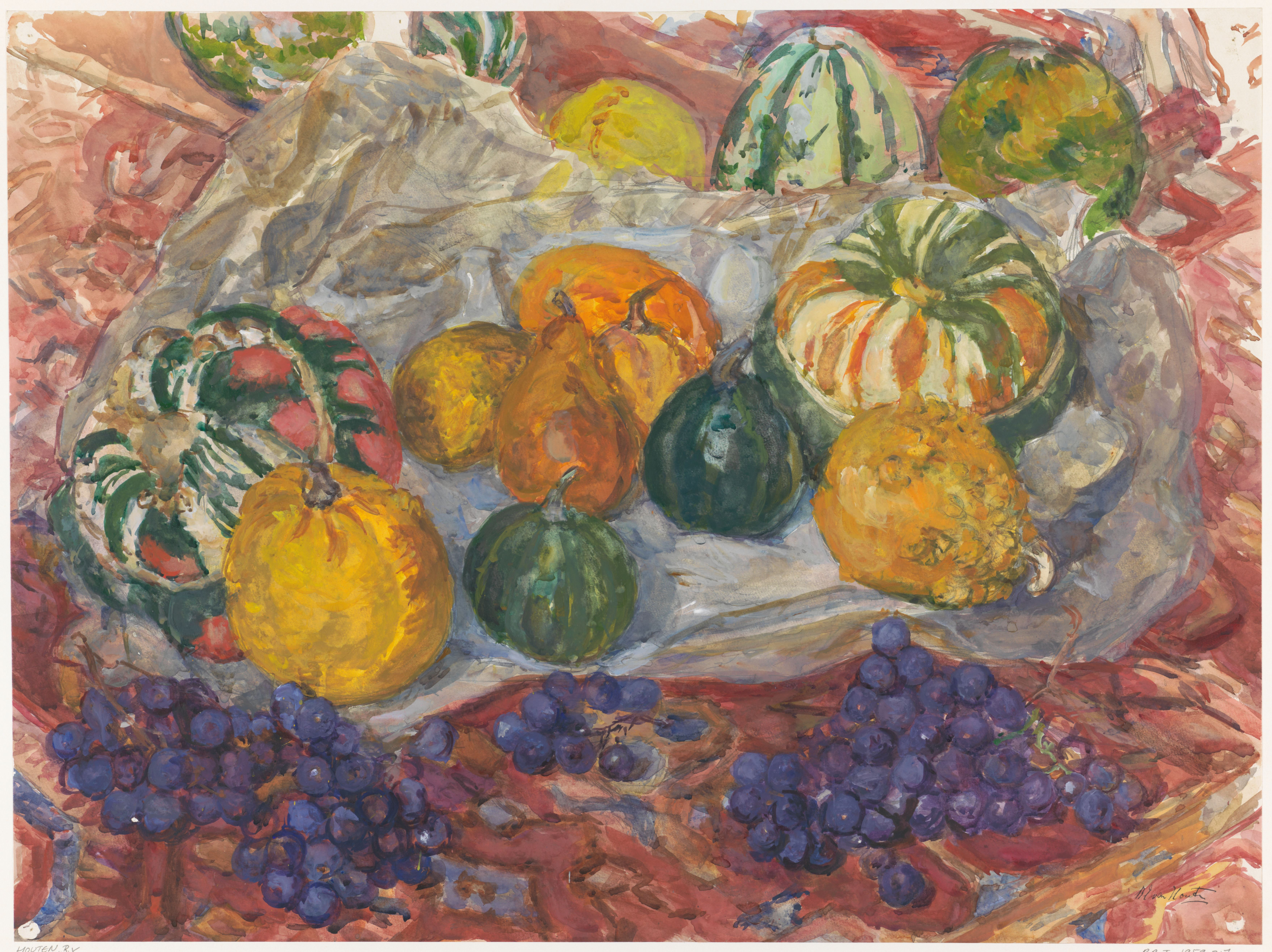
静物画
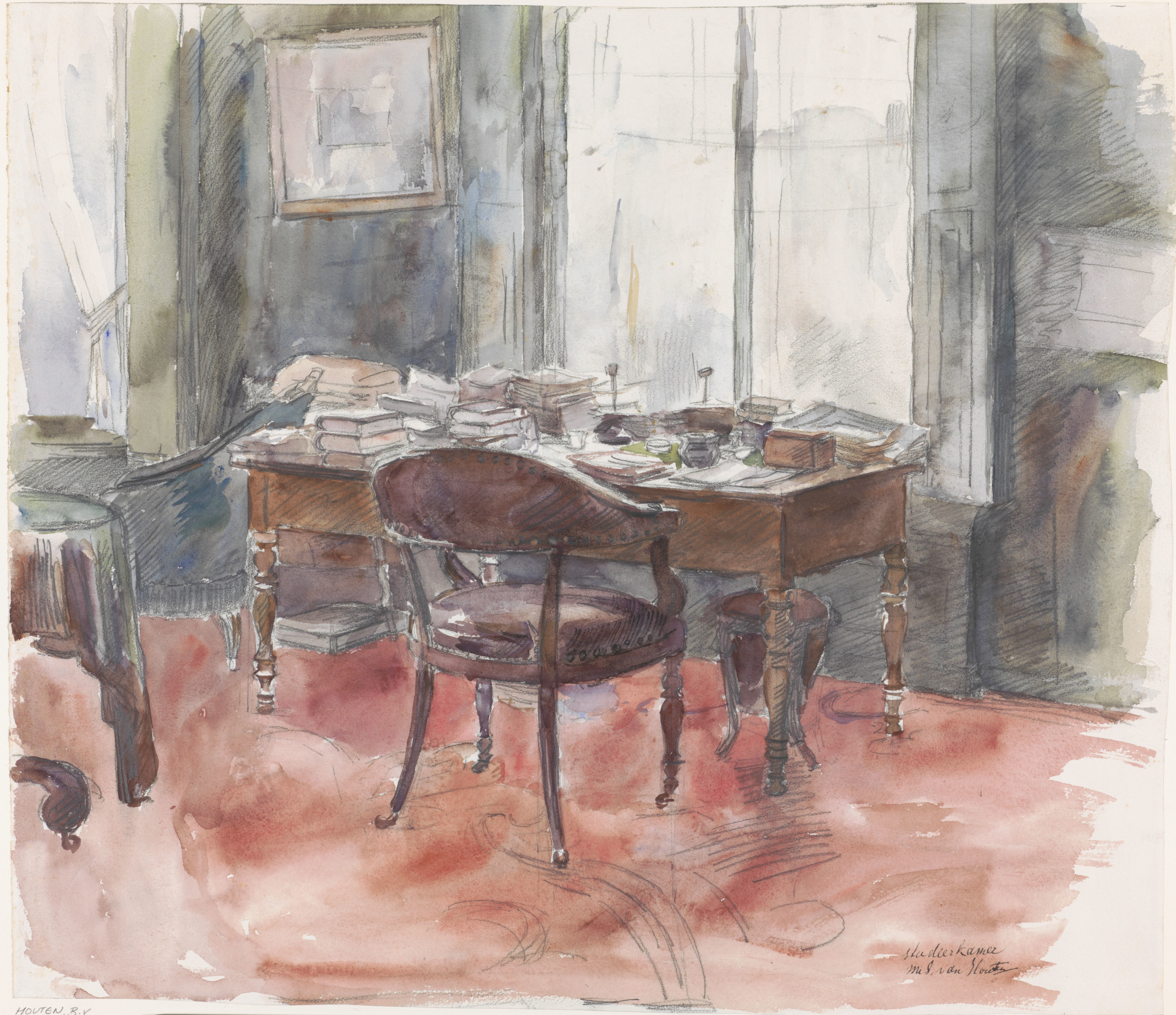
室内画
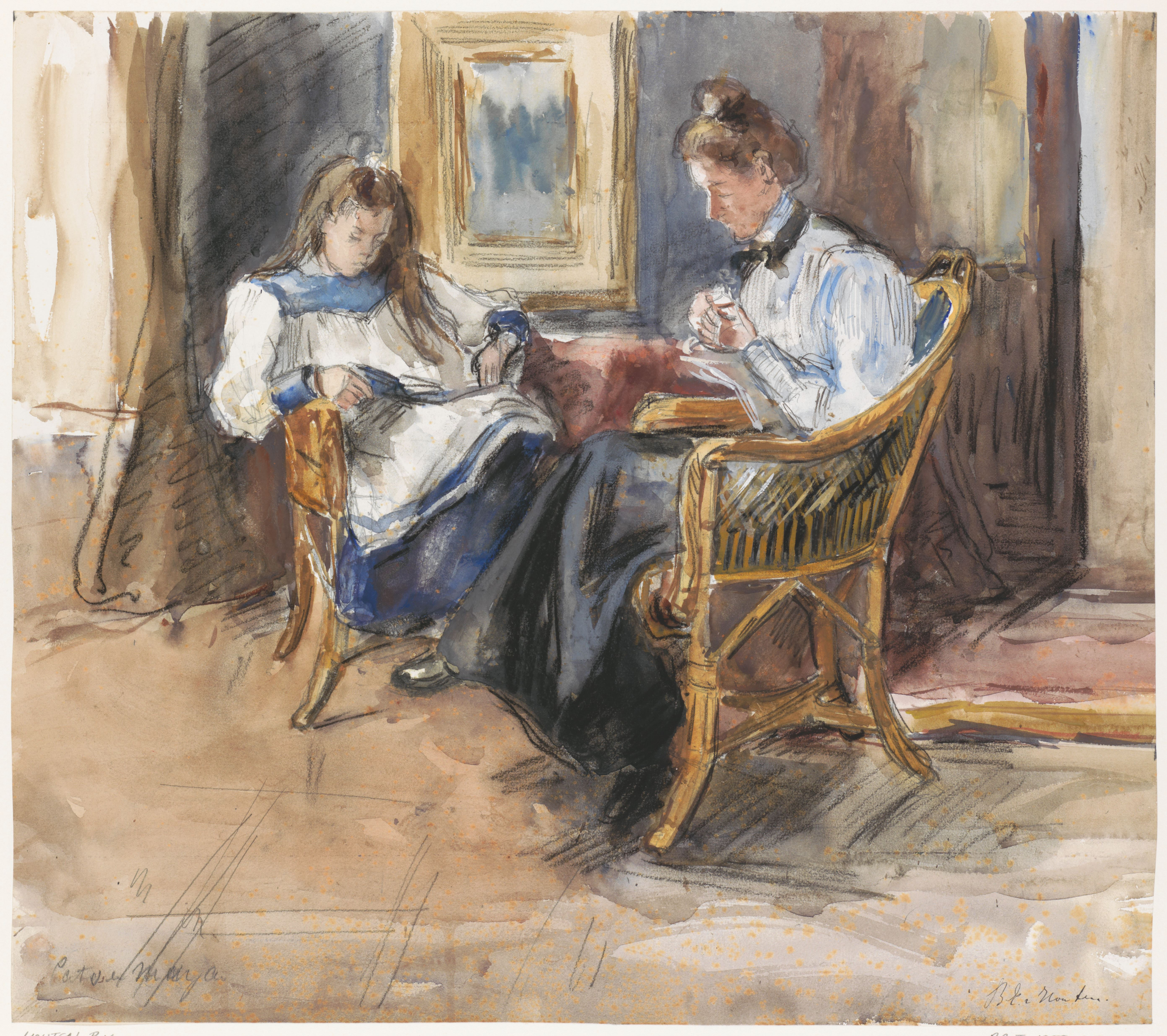
仕事する女性と読書する少女